# Lill-Härjåbygget
Lill-Härjåbygget este o arie protejată (arie specială de conservare — SAC, sit de importanță comunitară — SCI) din Suedia întinsă pe o suprafață de 54,8 ha, integral pe uscat.

## Localizare
Centrul sitului Lill-Härjåbygget este situat la coordonatele 61°55′57″N 13°28′39″E / 61.9325°N 13.4775°E.

## Înființare
Situl Lill-Härjåbygget a fost declarat sit de importanță comunitară în mai 2000 pentru a proteja un număr necunoscut de specii din flora spontană și fauna sălbatică aflate în arealul zonei. Situl a fost protejat și ca arie specială de conservare în decembrie 2009.

## Biodiversitate
Situată în ecoregiunea boreală, aria protejată conține 5 habitate naturale: Mlaștini turboase de tranziție și turbării mișcătoare, Pășuni din zone de pădure fino-scandinave, Pajiști alpine și boreale, Pajiști fino-scandinave uscate până la mezice, bogate în specii de altitudine mică, Turbării Aapa.
La baza desemnării sitului se află un număr nedeclarat de specii protejate.